# Génocidaires
Génocidaires (pronunciació francesa: [ʒenɔsidɛʁ], "aquells que cometen genocidi") és un terme en francès que fa referència als culpables de la massacre de 1994 coneguda com a genocidi de Ruanda, en què gairebé un milió de ruandesos, majoritàriament Tutsis, van ser assassinats pels seus veïns Hutus. En les seqüeles del genocidi, els culpables d'organitzar i liderar el genocidi van anar a judici en el Tribunal Penal Internacional per a Ruanda. Els culpables de participar en crims més lleus, i els que es van aprofitar de l'expropiació de propietats dels tutsi, etc.— van ser jutjats en al Tribunal gacaca.
El terme és usat també de manera més genèrica per referir-se a qualsevol perpetrador d'un genocidi.